# Valparai
Valparai è una suddivisione dell'India, classificata come town panchayat, di 94.962 abitanti, situata nel distretto di Coimbatore, nello stato federato del Tamil Nadu. In base al numero di abitanti la città rientra nella classe II (da 50.000 a 99.999 persone).

## Geografia fisica
La città è situata a 10° 22' 0 N e 76° 58' 0 E e ha un'altitudine di 1.192 m s.l.m..

## Società

### Evoluzione demografica
Al censimento del 2001 la popolazione di Valparai assommava a 94.962 persone, delle quali 46.910 maschi e 48.052 femmine. I bambini di età inferiore o uguale ai sei anni assommavano a 9.956, dei quali 5.010 maschi e 4.946 femmine. Infine, coloro che erano in grado di saper almeno leggere e scrivere erano 68.618, dei quali 37.655 maschi e 30.963 femmine.